# بلک استون (ماساچوست)
بلک استون (به انگلیسی: Blackstone) شهرکی در شهرستان ورچستر ایالت ماساچوست می‌باشد که در سال ۱۸۴۵ بنیان‌گذاری شده‌است. این شهرک در سرشماری سال ۲۰۱۰ میلادی، ۹٬۰۲۶ نفر جمعیت داشته‌است.